# Lidia Trettel
Lidia Trettel (Cavalese, 5 aprile 1973) è un'ex snowboarder italiana.
È stata la prima donna italiana a vincere una medaglia ai giochi olimpici invernali nello snowboard.

## Biografia
Ha debuttato in Coppa del Mondo il 21 novembre 1995 a Zell am See-Kaprun giungendo 15ª nello slalom gigante. È salita sul podio per la prima volta dieci giorni più tardi, nella stessa specialità, arrivando terza a Altenmarkt-Zauchensee. Ha festeggiato la sua prima vittoria in Coppa l'11 gennaio 1997 sulle nevi di Lenggries.
Nella stagione 1998 ha conquistato il terzo posto nella classifica di Coppa del Mondo di snowboard nella specialità dello slalom gigante, dopo essere rimasta ai piedi del podio alle Olimpiadi di Nagano sempre nello slalom gigante, e, l'anno successivo, a Berchtesgaden durante i campionati mondiali ha colto la medaglia d'argento ancora nello slalom gigante dietro alla compagna di squadra Margherita Parini.
Nel frattempo si è specializzata sempre più nello slalom gigante parallelo, gara in cui si concentrano tutti i suoi piazzamenti sul podio di Coppa del Mondo dal 1999 in poi, e in cui ha vinto la medaglia di bronzo ai XIX Giochi olimpici invernali di Salt Lake City 2002.
Ha concluso la sua carriera nel 2006, ma senza aver potuto difendere il suo bronzo olimpico nella rassegna a cinque cerchi casalinga di Torino 2006 per cause che esulavano dalle mere capacità sportive. La FISI, dopo aver modificato i parametri per ottenere la qualificazione olimpica, decise di escludere dalla squadra Isabella Dal Balcon, che venne però reintegrata grazie ad una sentenza del Tribunale Arbitrale dello Sport cui si era rivolta. A questo punto la federazione scelse di non far gareggiare la giovane Corinna Boccacini, ma di fronte alla minaccia di un ulteriore ricorso da parte del padre di quest'ultima, la FISI cambiò la sua decisione una terza volta, estromettendo la Trettel, che, contrariamente alle altre due compagne, accettò sportivamente la scelta.

## Palmarès

### Olimpiadi
- 1 medaglia:
  - 1 bronzo (slalom gigante parallelo a Salt Lake City 2002)

### Mondiali
- 1 medaglia:
  - 1 argento (slalom gigante a Berchtesgaden 1999)

### Coppa del Mondo
- Miglior piazzamento in classifica generale: 8ª nel 1998
- 15 podi:
  - 5 vittorie
  - 6 secondi posti
  - 4 terzi posti

#### Coppa del Mondo - vittorie
| Data             | Luogo      | Paese    | Disciplina |
| ---------------- | ---------- | -------- | ---------- |
| 11 gennaio 1997  | Lenggries  | Germania | GS         |
| 11 marzo 1998    | Tandådalen | Svezia   | GS         |
| 20 novembre 1998 | Tandådalen | Svezia   | PGS        |
| 19 febbraio 1999 | Naeba      | Giappone | PGS        |
| 2 dicembre 2000  | Ischgl     | Austria  | PGS        |

Legenda:
GS = slalom gigante
PGS = slalom gigante parallelo